# Список синглов № 1 в США в 2019 году (Billboard)

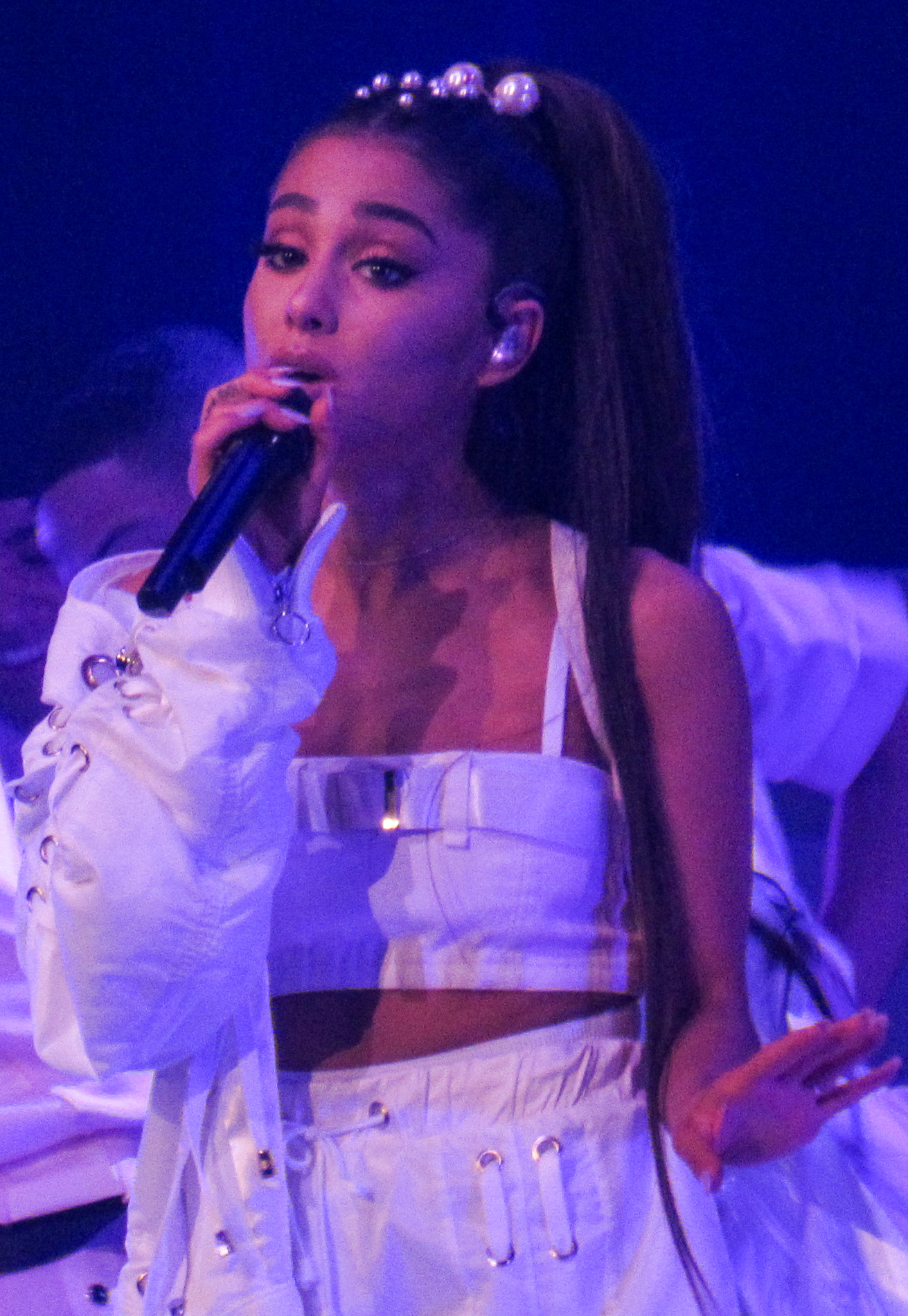
Ариана Гранде лидировала с синглами «Thank U, Next» и «7 Rings».

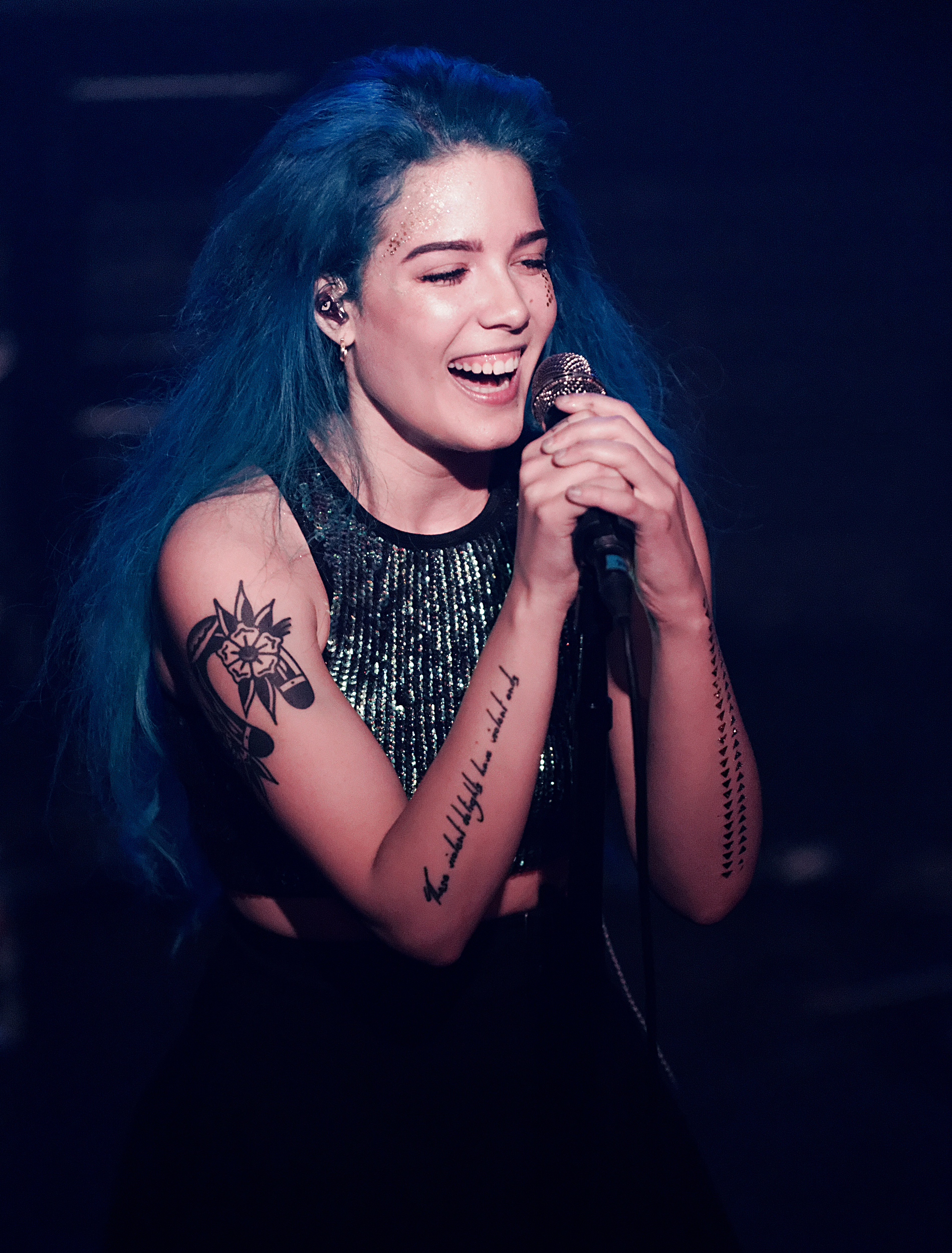
Холзи с синглом «Without Me» возглавила чарт с 12 января.

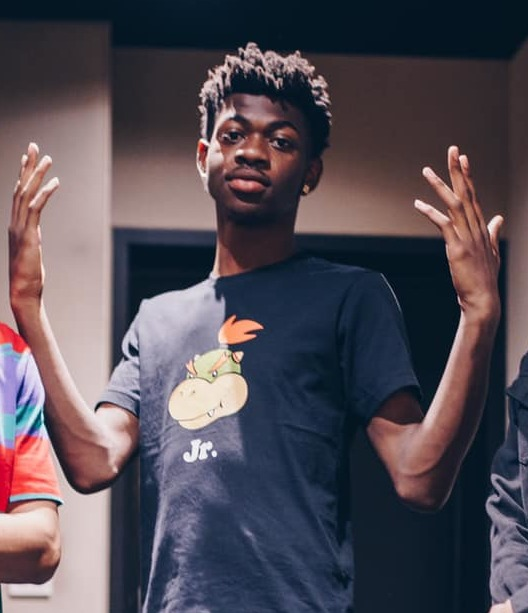
С 15 апреля чарт возглавлял хит «Old Town Road» американского рэпера Lil Nas X и кантри-музыканта Билли Рэя Сайруса.

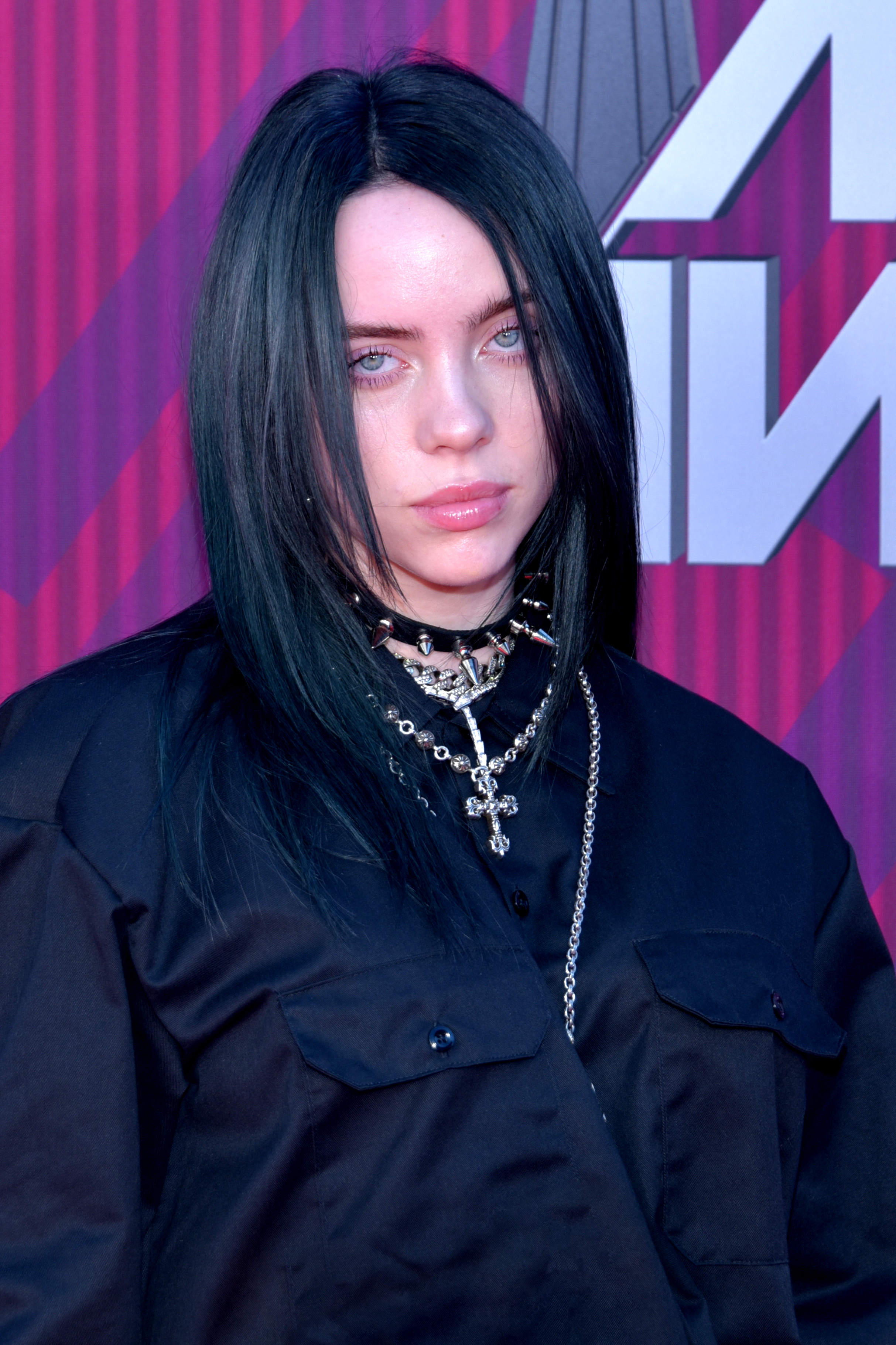
Билли Айлиш с песней «Bad Guy» возглавила чарт и стала первой там из родившихся в XXI веке.

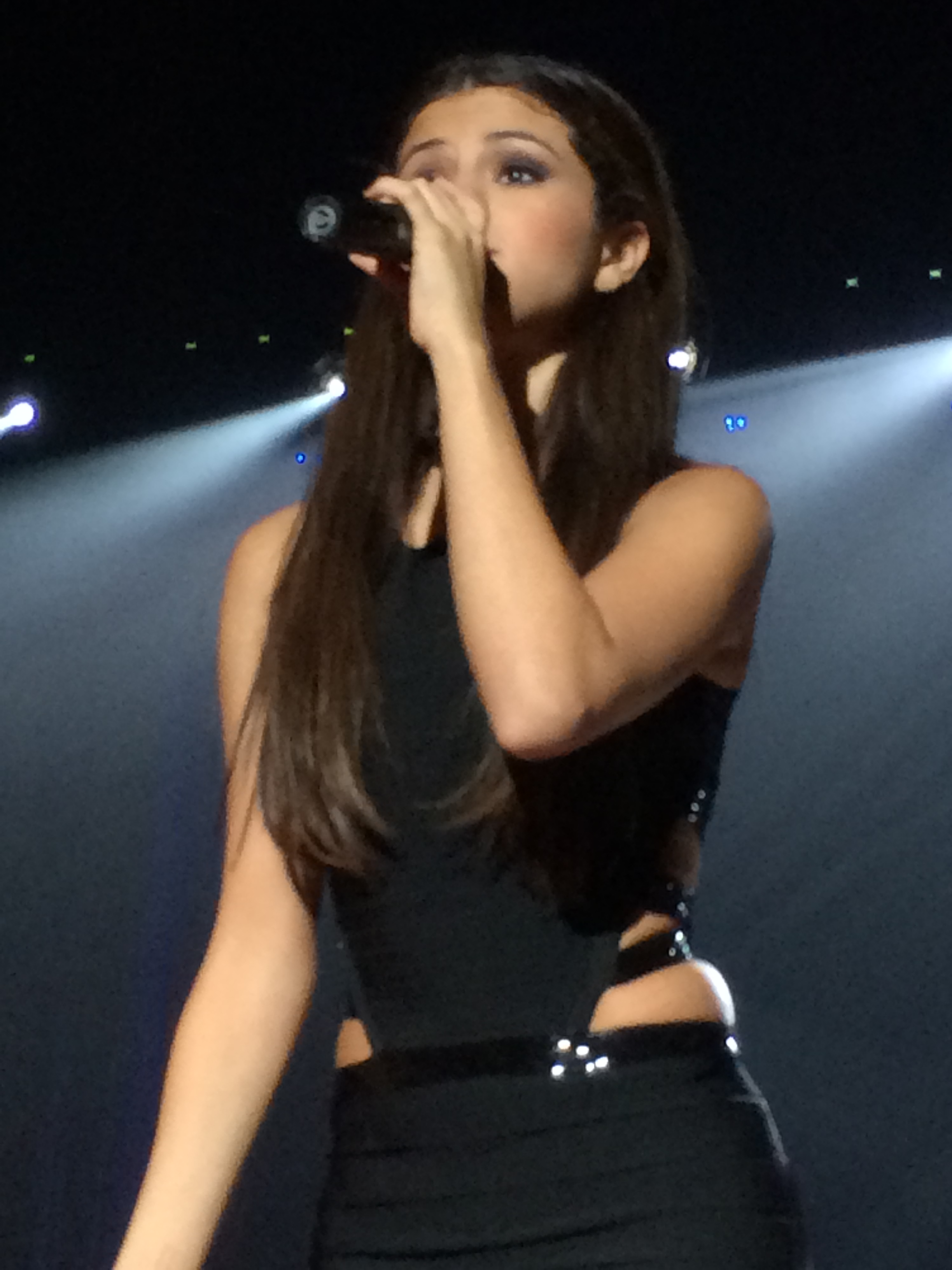
Селена Гомес лидировала с синглом «Lose You to Love Me» в ноябре 2019 года.

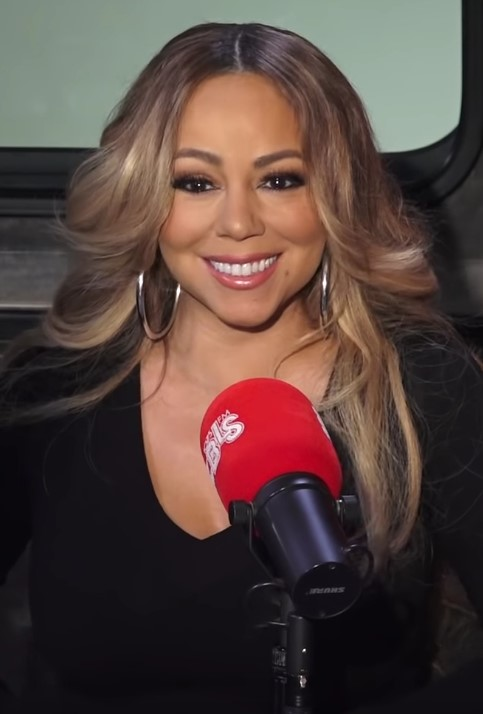
Мэрайя Кэри возглавила чарт со своим старым треком «All I Want for Christmas Is You», который дебютировал ещё 25 лет назад (в 1994 году) и он стал её 19-м чарттоппером в Hot 100 в карьере (рекорд для сольных исполнителей).

Список синглов № 1 в США в 2019 году включает синглы, возглавлявшие главный хит-парад Северной Америки по итогам каждой из недель 2019 года (данные становятся известны заранее, так как публикуются на неделю вперёд). В нём учитываются наиболее продаваемые синглы (песни) исполнителей США, как на физических носителях (лазерные диски, грампластинки, кассеты), так и в цифровом формате (mp3, просмотр видео, радиоэфиры, стриминг и другие). Составляется редакцией старейшего музыкального журнала США Billboard и поэтому называется Billboard Hot 100 («Горячая Сотня» журнала Billboard).

## Общие сведения
- 5 января хит-парад снова возглавила Ариана Гранде с хитом «Thank U, Next», который уже 6 недель был лидером в конце 2018 года (это седьмая неделя его лидерства)[4].
- 12 января хит-парад впервые сольно возглавила Холзи со своим хитом «Without Me». Но фактически, это её второй чарттоппер, так как ранее она уже была на вершине чарта США, участвуя в записи хита «Closer» группы Chainsmokers (12 недель на № 1 в 2016 году). Холзи стала 8-й женщиной с несколькими лидерами чарта Hot 100 в этом десятилетии. Здесь лидеры: Рианна (у неё девять чарттопперов в 2010-х годах), Кэти Перри (8), Тейлор Свифт (5), Адель (4), Карди Би (3), Кеша (3), Пинк (2) и Бритни Спирс (2). Среди мужчин-солистов лидирует Бруно Марс с семью хитами на № 1 в Hot 100 в 2010-х, а среди групп, Maroon 5 с тремя. Среди авторов песни Hot 100 композитор Тимбалэнд, для которого «Without Me» это его 8-й чарттоппер, где он соавтор песни, и автор-исполнитель Джастин Тимберлейк (и это его 6-й соавторский композиторский чарттоппер)[5].
- 2 февраля сингл «7 Rings» певицы Арианы Гранде сразу возглавил хит-парад и стал вторым её чарттоппером за год и в карьере, одновременно возглавив чарты Streaming Songs (85,3 млн стримов) и Digital Song Sales (96,000 загрузок). «7 Rings» стал 33-м дебютом на первом месте в истории американского хит-парада, а Гранде стала пятым исполнителем с несколькими дебютами на вершине после Мэрайи Кэри (3), Джастина Бибера (2), Дрейка (2) и Бритни Спирс (2). Но Гранде первый музыкант в истории Hot 100, у которого все первые два чарттоппера сразу дебютировали на высшей позиции[6].
- 23 февраля Ариана Гранде повторила исторический рекорд британской группы The Beatles и кроме них никто и никогда этого не делал. Она — вторая в истории. Три её сингла находились на первых трёх местах американского хит-парада: «7 Rings» (четвёртую неделю на № 1), «Break Up With Your Girlfriend, I'm Bored» (дебют на № 2) и «Thank U, Next» (снова поднялся на № 3). Впервые этот рекорд поставили The Beatles 4 апреля 1964 году, когда занимали все пять первых мест, в том числе «Can’t Buy Me Love» (№ 1), «Twist and Shout» (№ 2) и «Do You Want to Know a Secret» (№ 3)[7].
- 16 марта сингл «Sucker» семейной группы Jonas Brothers (состоящей из трёх братьев Кевина Джонаса — 31 год, Джо Джонаса — 29 лет и Ника Джонаса — 26 лет) сразу возглавил хит-парад. Это пятая группа со словом «brothers» в своём имени на вершине Hot 100, вслед за The Everly Brothers (1960), The Righteous Brothers, The Doobie Brothers и Bellamy Brothers (1976). Из них реальные братья пели только в группах Everly, Bellamy и Jonas Brothers. Среди семейных групп (братья, сёстры или другие члены семьи) также были на № 1 в Hot 100, например, группы The Beach Boys (1964-88), Jackson 5 (1970), Carpenters (1970-75), The Osmonds (1971), Bee Gees (1971-79), Heart (1986-87), Bangles (1986-89), New Kids on the Block (1989-90), Wilson Phillips (1990-91), Nelson (1990), Hanson (1997), K-Ci & JoJo (1996-97), 98 Degrees, Rae Sremmurd (2016), Migos и другие. Также Jonas Brothers это первый за 16 лет бойз-бэнд на № 1 впервые после группы B2K, чей хит «Bump, Bump, Bump» при участии P. Diddy, был на вершине 1 февраля 2003 года[8][9].
- 30 марта сингл «7 Rings» певицы Арианы Гранде 7 недель возглавлял американский хит-парад. Ранее хит «Thank U, Next» уже был 7 недель на вершине чарта. Таким образом певица вошла в узкий круг из 20 исполнителей у кого по 2 или более хитов пробыли на первом месте более или ровно 7 недель. Это 5 хитов на № 1 с 7+ недель на вершине у каждого: (Дрейк), 4 (Мэрайя Кэри, Рианна), 3 (Бейонсе, Boyz II Men, Эминем), 2 (50 Cent, Адель, The Beatles, The Black Eyed Peas, Ариана Гранде, Джанет Джексон, Майкл Джексон, Jay-Z, Maroon 5, Nelly, Santana, T.I., Ашер, Фаррелл Уильямс)[10].
- 6 апреля сингл «7 Rings» певицы Арианы Гранде уже 8-ю неделю возглавлял американский хит-парад (рекорд для певицы). Одновременно Post Malone стал 30-м исполнителем за всю 60-летнюю историю Hot 100, кому удалось иметь сразу два сингла в лучшей тройке top-3: («Wow» на № 2) и («Sunflower» на № 3). Ранее этого достигли такие музыканты и группы как 50 Cent, Эйкон, Ашанти, Игги Азалия, The Beatles, Bee Gees, Бейонсе, Джастин Бибер, The Black Eyed Peas, Boyz II Men, Карди Би, Мэрайя Кэри, Дидди, DJ Khaled, Дрейк, Ариана Гранде, Ja Rule, Ludacris, Macklemore & Райан Льюис, Monica, Nelly, OutKast, Рианна, Донна Саммер, Тейлор Свифт, T.I., The Weeknd, Фаррелл Уильямс и Ашер[11].
- С 13 апреля по 17 августа 19 недель первое место занимал сингл «Old Town Road» американского рэпера Lil Nas X и кантри-музыканта Билли Рэя Сайруса (абсолютный рекорд за всю более чем 60-летнюю историю хит-парада)[12][13]. 19 недель трек также лидировал в чартах Hot R&B/Hip-Hop Songs, Hot Rap Songs, Streaming Songs, 11 недель № 1 в Songs of the Summer и ранее был 15 недель в чарте Digital Song Sales (но в Radio Songs был лишь № 2)[13]. «Old Town Road» стал 38-м хитом в элитном списке песен, которые провели 10 и более недель на вершине основного американского чарта Billboard Hot 100 за всё время, начиная с 1958 года[14][15] и лишь 12-й хит в истории с 13+ неделями на первом месте[16]. За это время этот хит сенсационно блокировал на втором месте несколько потенциальных чарттопперов: «Wow.» (Post Malone); «ME!» (Свифт); «If I Can’t Have You» (Mendes); «I Don't Care» (Ширан и Бибер); «You Need to Calm Down» (Свифт). То есть это повтор рекорда из 5 блоков (ранее больше пяти подобных блоков не было ни у одного суперхита)[16]. Также 13 недель лидерства это рекорд для любого хип-хоп-хита, ранее 12-недельный рекорд принадлежал трём синглам жанра: «See You Again» (Wiz Khalifa, Charlie Puth, 2015); «Boom Boom Pow» (The Black Eyed Peas, 2009); «Lose Yourself» (Эминем, 2002-03)[16]. С 17 неделями лидерства трек опередил два других ранее рекордных сингла, «Despacito» и «One Sweet Day» (оба по 16 недель на первом месте Hot 100 в 2017 и 1995—96 годах, соответственно) и стал абсолютным рекордсменом по этому важному показателю, а затем и продлил результат до 19 недель[13].
- 24 августа на первое место вышел сингл «bad guy» 17-летней певицы Билли Айлиш после девяти недель рекордного ожидания на втором месте (с перерывами он уходил на третье место, но поднимался обратно). Это первый чарттоппер Айлиш и 1087-й в 61-летней истории чарта Hot 100. Ранее рекорд ожидания на втором месте и в итоге восхождения на первое место был равен 8 неделям и он принадлежал трём хитам: «Starboy» (2017, The Weeknd), «Sorry» (2016, Джастин Бибер) и «The Way You Move» (2004, OutKast при участии Sleepy Brown). Также «bad guy» вторую неделю возглавляет радиоэфирный чарт Pop Songs, а ранее две недели был на № 1 в чарте Alternative Songs. Сама Айлиш стала первым человеком XXI века (то есть рождённым в 2000-е годы), которому удалось возглавить Hot 100. Близок был Lil Nas X, но он родился чуть раньше, 9 апреля 1999 года. «Old Town Road» сойдя с вершины сразу на № 3 продолжил лидировать в других чартах: Streaming Songs (20 недель № 1, рекорд), Digital Song Sales (16 недель № 1), Hot R&B/Hip-Hop Songs (20 недель № 1, рекорд), Hot Rap Songs (20 недель № 1, рекорд), Songs of the Summer (12 недель № 1)[17].
- 31 августа на первое место вышел сингл «Señorita» в исполнении Шона Мендеса и Камилы Кабельо[18].
- 30 ноября на первое место вышел сингл «Circles» в исполнении американского рэпера Post Malone, который стал четвёртым чарттопером певца в США, но его первым сольным треком, на котором он обозначен как единственный исполнитель. На его ранних хитах ему помогали приглашённые исполнители: он лидировал с хитами «Rockstar» (при участии 21 Savage, 8 недель № 1 в 2017 году); «Psycho» (при участии Ty Dolla $ign, № 1 в 2018 году) и «Sunflower» (вместе с Swae Lee)[19].
- 21 декабря Мэрайя Кэри возглавила чарт со своим старым треком «All I Want for Christmas Is You», который дебютировал ещё 25 лет назад (в 1994 году) и он стал её 19-м чарттоппером в Hot 100 (рекорд для сольных исполнителей). Среди лидеров здесь The Beatles (20), Кэри (19), Рианна (14), Майкл Джексон (13), Мадонна (12) и The Supremes (12). Ещё один рекорд она увеличила: 80 недель на первом месте, а далее следуют Рианна (60), The Beatles (59), Boyz II Men (50) и Drake (49). Кроме того, новое достижение позволило Кэри войти в элитный клуб исполнителей, которые возглавляли чарт три десятилетия подряд: 1990-е (14), 2000-е (4) и 2010-е (1). Ранее этим достижением обладали только трое: Кристина Агилера, Бритни Спирс и Ашер[1].
  - '60-е, '70-е, '80-е: Стиви Уандер
  - '70-е, '80-е, '90-е: Майкл Джексон, Элтон Джон
  - '80-е, '90-е, '00-е: Джанет Джексон, Мадонна
  - '90-е, '00-е, '10-е: Кэри, Кристина Агилера, Бритни Спирс, Ашер
- 28 декабря Мэрайя Кэри вторую неделю возглавляла чарт и поставила ещё пару рекордов: 81 неделю на первом месте и 17-й её чарттоппер с более чем одной неделей лидерства. У идущих на втором месте The Beatles было 15 хитов, которые две или более недель возглавляли американский хит-парад[20].

## Список синглов № 1
| Дата        | Песня                             | Исполнитель                             | Ссылка |
| ----------- | --------------------------------- | --------------------------------------- | ------ |
| 5 января    | «Thank U, Next»                   | Ариана Гранде                           | [ 4 ]  |
| 12 января   | «Without Me»                      | Холзи                                   | [ 5 ]  |
| 19 января   | «Sunflower»                       | Post Malone и Swae Lee                  | [ 21 ] |
| 26 января   | «Without Me»                      | Холзи                                   | [ 22 ] |
| 2 февраля   | «7 Rings»                         | Ариана Гранде                           | [ 6 ]  |
| 9 февраля   | «7 Rings»                         | Ариана Гранде                           | [ 23 ] |
| 16 февраля  | «7 Rings»                         | Ариана Гранде                           | [ 24 ] |
| 23 февраля  | «7 Rings»                         | Ариана Гранде                           | [ 7 ]  |
| 2 марта     | «7 Rings»                         | Ариана Гранде                           | [ 25 ] |
| 9 марта     | «Shallow»                         | Леди Гага и Брэдли Купер                | [ 26 ] |
| 16 марта    | «Sucker»                          | Jonas Brothers                          | [ 8 ]  |
| 23 марта    | «7 Rings»                         | Ариана Гранде                           | [ 27 ] |
| 30 марта    | «7 Rings»                         | Ариана Гранде                           | [ 10 ] |
| 6 апреля    | «7 Rings»                         | Ариана Гранде                           | [ 11 ] |
| 13 апреля   | «Old Town Road»                   | Lil Nas X                               | [ 12 ] |
| 20 апреля   | «Old Town Road»                   | Lil Nas X при участии Билли Рэя Сайруса | [ 28 ] |
| 27 апреля   | «Old Town Road»                   | Lil Nas X при участии Билли Рэя Сайруса | [ 29 ] |
| 4 мая       | «Old Town Road»                   | Lil Nas X при участии Билли Рэя Сайруса | [ 30 ] |
| 11 мая      | «Old Town Road»                   | Lil Nas X при участии Билли Рэя Сайруса | [ 31 ] |
| 18 мая      | «Old Town Road»                   | Lil Nas X при участии Билли Рэя Сайруса | [ 32 ] |
| 25 мая      | «Old Town Road»                   | Lil Nas X при участии Билли Рэя Сайруса | [ 33 ] |
| 1 июня      | «Old Town Road»                   | Lil Nas X при участии Билли Рэя Сайруса | [ 34 ] |
| 8 июня      | «Old Town Road»                   | Lil Nas X при участии Билли Рэя Сайруса | [ 35 ] |
| 15 июня     | «Old Town Road»                   | Lil Nas X при участии Билли Рэя Сайруса | [ 36 ] |
| 22 июня     | «Old Town Road»                   | Lil Nas X при участии Билли Рэя Сайруса | [ 14 ] |
| 29 июня     | «Old Town Road»                   | Lil Nas X при участии Билли Рэя Сайруса | [ 37 ] |
| 6 июля      | «Old Town Road»                   | Lil Nas X при участии Билли Рэя Сайруса | [ 16 ] |
| 13 июля     | «Old Town Road»                   | Lil Nas X при участии Билли Рэя Сайруса | [ 38 ] |
| 20 июля     | «Old Town Road»                   | Lil Nas X при участии Билли Рэя Сайруса | [ 39 ] |
| 27 июля     | «Old Town Road»                   | Lil Nas X при участии Билли Рэя Сайруса | [ 40 ] |
| 3 августа   | «Old Town Road»                   | Lil Nas X при участии Билли Рэя Сайруса | [ 41 ] |
| 10 августа  | «Old Town Road»                   | Lil Nas X при участии Билли Рэя Сайруса | [ 42 ] |
| 17 августа  | «Old Town Road»                   | Lil Nas X при участии Билли Рэя Сайруса | [ 13 ] |
| 24 августа  | «bad guy»                         | Билли Айлиш                             | [ 17 ] |
| 31 августа  | «Señorita»                        | Шон Мендес и Камила Кабельо             | [ 18 ] |
| 7 сентября  | «Truth Hurts»                     | Лиззо                                   | [ 43 ] |
| 14 сентября | «Truth Hurts»                     | Лиззо                                   | [ 44 ] |
| 21 сентября | «Truth Hurts»                     | Лиззо                                   | [ 45 ] |
| 28 сентября | «Truth Hurts»                     | Лиззо                                   | [ 46 ] |
| 5 октября   | «Truth Hurts»                     | Лиззо                                   | [ 47 ] |
| 12 октября  | «Truth Hurts»                     | Лиззо                                   | [ 48 ] |
| 19 октября  | «Highest in the Room»             | Трэвис Скотт                            | [ 49 ] |
| 26 октября  | «Truth Hurts»                     | Lizzo                                   | [ 50 ] |
| 2 ноября    | «Someone You Loved»               | Льюис Капальди                          | [ 51 ] |
| 9 ноября    | «Lose You to Love Me»             | Селена Гомес                            | [ 52 ] |
| 16 ноября   | «Someone You Loved»               | Льюис Капальди                          | [ 53 ] |
| 23 ноября   | «Someone You Loved»               | Льюис Капальди                          | [ 54 ] |
| 30 ноября   | «Circles»                         | Post Malone                             | [ 19 ] |
| 7 декабря   | «Circles»                         | Post Malone                             | [ 55 ] |
| 14 декабря  | «Heartless»                       | The Weeknd                              | [ 56 ] |
| 21 декабря  | «All I Want for Christmas Is You» | Мэрайя Кэри                             | [ 1 ]  |
| 28 декабря  | «All I Want for Christmas Is You» | Мэрайя Кэри                             | [ 57 ] |